# ムイーン史選
『ムイーン史選』（ペルシア語: Muntakhab al-Tawārīkh-i Muʿīnī）とは、ティムール朝において最初期に編纂された史書の一つ。著者名は不明だが、『イスカンダル無名氏の史書』の著者と同一人物で、ティムール朝の王族イスカンダルに献呈するために編纂された同書を改訂して編纂されたのが『ムイーン史選』であると考えられている。
『イスカンダル無名氏の史書』と『ムイーン史選』は内容が酷似するため、しばしば混同されることもある。

## 概要
ティムール朝の創始者ティムールの死後、数年にわたる権力闘争を制してティムール朝の君主となったシャー・ルフは自らの甥に当たるイスカンダルをファールスの総督に任じていた。ファールス総督時代のイスカンダルはパトロンとして多くの学術者・芸術家と親交を有しており、イスカンダルの援助を受けた学術者の一人によって編纂されたのが『イスカンダル無名氏の史書』であった。しかし、イスカンダルは1414年にシャー・ルフに対して叛乱を起こして失脚し（翌1415年に殺害される）、これ以後シャー・ルフに仕えるようになった著者が『イスカンダル無名氏の史書』を改訂したのが『ムイーン史選』であった。
本書の序文では先行するティムール朝史書が始祖ティムール個人の事蹟に記述が集中していることが指摘され、現在の君主シャールフの事蹟に言及する史書を編纂したこと、この史書は西方遠征から帰還したシャー・ルフに献呈され、『ムイーン史選』と名付けられたことが記される。ただし、序文の記述とは裏腹に本書のシャールフの事蹟に関する記述は少ないが、これは編纂時期が短かったために『イスカンダル無名氏の史書』の構成をそのまま流用せざるを得なかったためと考えられている。また、序文での記述から本書の編纂年代はシャールフが西方（アゼルバイジャン、ファールス地方）遠征からヘラートに帰還した1414年10月のことと推測されている。
本書の大きな特徴として、『イスカンダル無名氏の史書』にはなかった28の王朝表が追記されていることが挙げられる。この王朝表には歴代君主の父名、在位期間、埋葬場所、死因、同時代の預言者が記され、この表の後に詳細な本文が記されるという形式を取っている。前述の序文では「帝王達の諸章の各章のため、……王朝表を置き、一目で手短に諸状況を知ることができ、これらの諸状況のそれぞれをかの王朝表の仕切りに記入し、最後にかの王朝表の下部に伝えられる詳細から十分な満足が得られるという珍しい方法を守るよう……」と記され、著者がこのような記述スタイルを今までにないものとして自負していたことがわかる。
ただし、ジョチ・ウルスについては間違った記述が多く、川口琢司は「多くの研究者を惑わせ誤らせてきた史料」とまで言い切っている。

## 内容
- 序章：天地創造からノアまでの預言者
- 1章：ペルシア諸王と同時代の王・予言者・賢人
  - 1節：ピーシュダード朝（神話上の王朝）
  - 2節：カヤーン朝（史実のアケメネス朝に相当する）
  - 3節：アレクサンドロス
  - 4節：アレクサンドロス後のギリシア人
  - 5節：イサクとヤコブの末裔
  - 6節：ダビデとその末裔
  - 7節：ヤロブアムとその末裔
  - 8節：アシュカーン朝（史実のアルサケス朝に相当する）
  - 9節：サーサーン朝
  - 10節：ローマの王
  - 11節：ギリシアの王
  - 12節：フランク人の王
  - 13節：ペルシア王と同時代のアラブの王
  - 14節：トゥッバウ・イエメン・アビシニアの王
  - 15節：ムハンマドの系譜
- 2章：ムハンマド・諸カリフ
  - 1節：ムハンマド
  - 2節：正統カリフ
  - 3節：フサイン以降の10人のイマーム
  - 4節：ファーティマ朝
  - 5節：偉大な教友
  - 6節：ウマイヤ朝
  - 7節：アッバース朝（アッバース朝と同時代のターヒル朝〜ホラズム・シャー朝史が含まれる）
- 3章：ティムールまでのテュルク・モンゴル史
  - 1節：中国でカアン位に就いた者達
  - 2節：ジョチの一族
  - 3節：チャガタイの一族
  - 4節：フレグ・ハーンの一族（イルハン朝末期のチョバン朝・ジャライル朝・ムザッファル朝史が含まれる）